# Amata pictata
Amata pictata là một loài bướm đêm thuộc phân họ Arctiinae, họ Erebidae.